# Sociedade Esportiva Vila Aurora
La Sociedade Esportiva Vila Aurora es un equipo de fútbol de Brasil que actualmente se encuentra inactivo.

## Historia
Fue fundado el 5 de mayo de 1964 en el municipio de Rondonópolis del estado de Mato Grosso, y fue hasta 1990 que juegan por primera vez en el Campeonato Matogrossense tras obtener el ascenso de la segunda división estatal.
En 2005 gana el Campeonato Matogrossense por primera vez, con lo que se convirtió en el primer equipo de Rondonópolis en ser campeón estatal, logrando la clasificación a la Copa de Brasil de 2006 donde es eliminado en la primera ronda por el Santa Cruz Futebol Clube del estado de Pernambuco.
En 2009 gana la Copa del Gobernador de Mato Grosso por primera vez, logrando la clasificación para el Campeonato Brasileño de Serie D, donde superó la primera ronda como segundo lugar de su grupo, en la segunda ronda eliminó al Clube do Remo del estado de Pará por la regla del gol de visitante tras empatar 1-1 de visita y 0-0 de local. En la tercera ronda elimina al América de Manaus del estado de Amazonas con marcador de 3-1, y en la ronda de cuartos de final es eliminado por el Guarany SC del estado de Ceará con marcador de 1-4.
En 2011 vuelve a clasificar al Campeonato Brasileño de Serie D al terminar en cuarto lugar del Campeonato Matogrossense en el que es eliminado en la primera ronda al terminar en último lugar entre cinco equipos, y no participa en los torneos estatales desde 2014 por no tener apoyo financiero, aunque sí participa a nivel sub-19.

## Rivalidades
Su principal rival es el União Esporte Clube, equipo también de Rondonópolis con quien juega el Clásico Unigrao.

## Palmarés
- Campeonato Matogrossense: 1

2005
- Copa Gobernador de Mato Grosso: 1

2009
- Campeonato Matogrossense de Segunda División: 1

1989